# TerrorVision
TerrorVision este un film american de comedie științifico-fantastic de groază din 1986, regizat de Ted Nicolaou, produs și scris de Albert Band și Charles Band și cu muzică compusă de Richard Band. Aceștia au fondat în 1989 și au lucrat la Full Moon Features. TerrorVision a fost realizat de Empire International Pictures, compania de producție deținută de Charles Band înainte de Full Moon; filmul a fost lansat în februarie 1986.
Povestea filmului urmărește o creatură extraterestră trimisă pe Pământ, care ajunge în interiorul unei case în care trei copii trebuie să aibă grijă de ea pentru a împiedica ca totul să se transforme într-un dezastru. Cu toate că nu a avut un succes critic și comercial, a devenit cu timpul un film idol, mai ales ca un film „atât de rău că e bun”.
A avut încasări de 320.256 dolari americani.

## Prezentare
Pe o planetă extraterestră numită Pluton, o eliminare a gunoiului extraterestru transformă un monstruos mutant numit Fiara Flămândă în energie și este transmis în spațiu. Între timp, pe Pământ, familia Putterman are televiziune prin satelit, datorită unei temperamentale antene de satelit de bricolaj. Recepția este slabă la început, dar brusc devine mai bună atunci când un val de energie extraterestră lovește antena.
Sherman Putterman și bunicul său, fost militar și supraviețuitor, și-au propus să se bucure de o noapte de filme de groază găzduite de Medusa. Între timp, părinții lui Sherman ies să întâlnească niște swingeri, iar sora lui Suzy iese cu iubitul ei rockerul O.D. 
Sherman și bunicul său adorm în cele din urmă, dar sunt treziți când Fiara Flămândă se materializează din televizor și îl mănâncă pe bunic. Părinții lui Sherman ajung mai târziu împreună cu swingerii Cherry și Spiro. În ciuda pledoariei lui Sherman, mama sa îl închide în adăpostul antiatomic, astfel încât să nu le strice seara.
Sherman încearcă să cheme poliția, dar este considerat un apel fals. El o sună și pe Medusa, dar ea îl respinge ca pe un psihopat. Mai târziu, Fiara călătorește prin televizor în „Domul plăcerii” cu tematică sexuală, o mănâncă pe Cherry și o imită pentru a-l atrage pe Spiro. Părinții lui Sherman sunt și ei mâncați după ce descoperă rămășițele swingerilor. Sherman folosește un exploziv de plastic pentru a ieși din buncăr în timp ce O.D. și sora lui sosesc acasă.
Sora lui Sherman nu crede povestea lui despre monstru și, atunci când verifică camera părinților, găsesc în același pat imitații ale lor, ale bunicului lor și ale swingerilor. La scurt timp, însă, găsesc Fiara într-o altă cameră. Aceasta îi urmărește, dar renunță la vederea accesoriilor heavy metal de pe mâna lui O.D., pe care le consideră atrăgătoare datorită asemănării cu mănușile îngrijitorului său de acasă. Apoi descoperă că pot supune Fiara cu mâncare și televiziune și o învață câteva cuvinte precum „TV”, „muzică” și numele lor. Ei iau în considerare folosirea Bestiei pentru profit și o sună pe Medusa în speranța de a apărea la TV. Ea inițial nu este de acord, dar devine interesată atunci când promit să organizeze o petrecere.
Cu toate acestea, Bestia se înfurie și îl mănâncă pe O.D. când un extraterestru, Pluthar, apare la televizor pentru a-i avertiza pe pământeni că trebuie să-și distrugă echipamentele de televiziune pentru a preveni răspândirea Fiarei. Un ofițer de poliție sosește să-l aresteze pe Sherman pentru apelurile farse, doar pentru a fi mâncat de Bestie. Sherman sparge ecranul la toate televizoarele pe care le poate găsi și, în cele din urmă, Pluthar apare prin televizor pentru a extermina Bestia. Medusa ajunge în casă și îl ucide pe Pluthar, crezând din greșeală că acesta este de fapt Bestia pe care Sherman și Suzy i-au descris-o. Când apare monstrul adevărat, acesta îi aspiră pe cei trei în gură cu un jet puternic de aer.
A doua zi dimineață, șoferul Medusei este trezit de o imitație grosolană a acesteia care era ascunsă pe bancheta din spate a mașinii sale, cerând să fie dusă imediat la postul de televiziune.

## Distribuție
- Chad Allen - Sherman Putterman
- Diane Franklin - Suzy Putterman
- Mary Woronov - Raquel Putterman
- Gerrit Graham - Stanley Putterman
- Bert Remsen - Grampa Putterman
- Jon Gries - O.D.
- Jennifer Richards - Medusa
- Alejandro Rey - Spiro
- Randi Brooks - Cherry
- Frank Welker - Hungry Beast Alien (voce)
- Ian Patrick Williams - Officer Nutky
- Sonny Carl Davis - Norton
- William Paulson - Pluthar
- John Leamer - the Chauffeur

## Coloana sonoră
Coloana sonoră a fost lansată în 1986 pe vinil de către Restless Records. A fost relansată în 2017 pe CD de către Intrada Records:
1. "TerrorVision" - The Fibonaccis
2. "The Friends of Crime" - The Fibonaccis
3. "Sack of Suit Suite" - The Fibonaccis
4. "Advice to a Mutant" - The Fibonaccis
5. "He Can't Stop Laughing" - The Fibonaccis
6. Space Garbage
7. Norton's Theme
8. The Monster Materializes
9. Gramps Bites the Big One
10. Pluthar and the Kids
11. Monster Attacks Sherman
12. Spiro Gets Giacuzzed
13. Bomb Shelter
14. Officer Nupky's Bad Timing
15. Susie and Sherman
16. Good Morning All